# Station Bondi Junction
Station Bondi Junction is een ondergronds spoorwegstation in Bondi Junction in de Australische stad Sydney.
Het is het oostelijke eindpunt van de Eastern Suburbs & Illawarra Line, onderdeel van CityRail. Bondi Junction is het op zes na drukste station in Sydney en is geopend in 1979. Boven het ondergrondse station bevinden zich een winkelcentrum en een busstation.

## Locatie
Het station is gelegen in het centrum van Bondi Junction, aan Grosvenor Street, Grafton Street en Newland Street.
Het ligt parallel aan Oxford Street.
Het station is bereikbaar via trappen vanaf Grafton Street en liften vanaf het busstation.
Het busstation is bereikbaar via Grosvenor Street en Oxford Street.

## Faciliteiten
- Telefooncel
- Ticketautomaten
- Helppunt
- Toiletten

| Eindbestemming     | Vorig station | Lijn                             | Volgend station | Eindbestemming |
| ------------------ | ------------- | -------------------------------- | --------------- | -------------- |
| Waterfall Cronulla | Edgecliff     | Eastern Suburbs & Illawarra Line | eindpunt        | eindpunt       |